# Scinax aromothyella
Scinax aromothyella és una espècie de granota que es troba a l'Argentina i, possiblement també, al Brasil.